# Zuzana Čaputová
Zuzana Strapáková, de casada Zuzana Čaputová (Bratislava, 21 de junio de 1973) es una política, abogada y activista ambientalista eslovaca. Desde el 15 de junio de 2019 hasta el 15 de junio de 2024 fue presidenta de Eslovaquia, siendo la primera mujer en ocupar el cargo. Es miembro fundadora del partido liberal progresista Eslovaquia Progresista creado en 2017, del que fue vicepresidenta desde enero de 2018 hasta el 19 de marzo de 2019. En 2016 ganó el premio Goldman por la campaña que lideró contra un vertedero ilegal de residuos tóxicos en Pezinok. En junio de 2024 recibió en Praga la más alta condecoración estatal de la República Checa. Recibió la Orden del León Blanco por sus destacados servicios a la República Checa.

## Biografía

### Trayectoria profesional
Tras licenciarse en derecho en la Universidad Comenius de Bratislava en 1996 empezó a trabajar en el gobierno local de Pezinok, primero como asistente en el departamento legal y posteriormente en la alcaldía. Después pasó al sector de las ONG en Open Society Foundations (organización fundada por George Soros), dedicándose a la administración pública y a la cuestión del abuso y explotación infantil. También trabajó como gerente de proyectos en la asociación cívica EQ Klub en desarrollo de la comunidad local. 
Entre 2001 y 2017 trabajó en VIA IURIS desde 2010 como jurista. La organización está dedicada a la lucha por la transparencia en funcionamiento del poder judicial, responsabilidad de los funcionarios públicos,  propiedad pública y fortalecimiento del control público sobre las autoridades gubernamentales.
En Pezinok, durante una década estuvo al frente de una campaña pública contra la autorización de otro vertedero que agravaría la contaminación del suelo, el aire y el agua en la ciudad y sus áreas circundantes. La lucha culminó en 2013, cuando el Tribunal Supremo de la República Eslovaca dictaminó que el nuevo vertedero era ilegal y violaba las normas ambientales. El Tribunal emitió su veredicto a partir de la decisión del Tribunal de Justicia de las Comunidades Europeas, que confirmó el derecho público a participar en la toma de decisiones sobre cuestiones que afectan al medio ambiente. El Tribunal de Justicia ha aclarado varias otras cuestiones legales en el caso, que ahora son vinculantes en toda la Unión Europea.
Caputova mantiene su propio despacho como abogada y es autora y coautora de varias publicaciones. También pertenece a la red de abogados y juristas ambientales Environmental Alliance Worldwide (ELAW).

### Trayectoria política
En 2017 irrumpió en la escena política como miembro fundadora del partido Eslovaquia Progresista. En enero de 2018 fue elegida vicepresidente del partido, cargo al que renunció en marzo de 2019.

#### Elecciones presidenciales en marzo de 2019
En una conferencia de prensa celebrada el 29 de marzo de 2018, Čaputová anunció oficialmente su candidatura a la presidencia en las elecciones convocadas en 2019, después de haber sido respaldada por su partido, Eslovaquia Progresista, Libertad y Solidaridad y SPOLU y después de que su principal oponente, Robert Mistrík, se retirara de la carrera y la respaldara el 26 de febrero de 2019.
El 30 de marzo ganó las elecciones presidenciales en segunda vuelta con el 58,4% de los votos, mientras que su rival, el vicepresidente de la Comisión Europea Maros Sefcovic que concurrió como independiente con el apoyo de los socialdemócratas logró el 41,59 %. En la primera vuelta celebrada el 16 de marzo había logrado casi el 40,5 % de los votos.

#### Elecciones presidenciales de 2024
En junio de 2023, anunció que no se presentaría a las elecciones presidenciales de 2024 porque no tenía fuerzas para otro mandato.

## Posiciones políticas
Caputova es considerada una política de tendencia liberal y europeísta.

### Anticorrupción
Uno de los ejes principales de su campaña a las elecciones presidenciales de 2019 ha sido la lucha contra la corrupción. "Eslovaquia muestra signos de ser un Estado capturado, parece que el poder no lo ejercen los elegidos, sino aquellos que mueven las cuerdas por detrás" declaró durante la campaña, que lideró por el partido Eslovaquia Progresista.

### Ambientalista
Es especialmente conocida por liderar una campaña que provocó el cierre de un vertedero ilegal de residuos tóxicos en Pezinok que estaba contaminando la tierra, el aire y el agua en su comunidad. En 2013 el Tribunal Supremo de Eslovaquia le dio la razón estableciendo un precedente para la participación pública eslovaca.

### Aborto y derechos reproductivos
Con respecto a la cuestión del aborto y derechos reproductivos, Čaputová apoya el mantenimiento del statu quo existente: "Si existe una situación extrema y el dilema es decidir si adoptar una norma legal que afectará la vida personal de la ciudadanía o la dejará bajo la responsabilidad de las mujeres y su elección personal, elijo la responsabilidad de una mujer ".

### Derechos LGBT
En su campaña a las elecciones presidenciales de 2019 defendió los derechos del colectivo LGBT y la adopción de las parejas del mismo sexo.

## Premios y reconocimientos
- Ganadora junto con Máxima Acuña, Destiny Watford, del Premio Goldman en 2016.[9]
- Ganadora del premio European Personality of the Year en la segunda edición de European Leadership Awards en el 2019.[10]
- Ganadora del orden de León Blanco de la república checa en junio de 2024[3]